# Et il ne restera que poussière...
Et il ne restera que poussière... (All That Remains, dans l'édition originale en anglais) est un roman policier et thriller américain de Patricia Cornwell publié en 1993. C'est le troisième roman de la série mettant en scène le personnage de Kay Scarpetta.

## Résumé
Quatre couples sont retrouvés morts près de Williamsburg, des mois après leur disparition. Quand un cinquième couple disparaît, l'affaire se complique car la mère de la jeune fille est une personnalité politique en vue.